# Fecampiidae
Famille
Les Fecampiidae sont une famille de vers plats parasites, de l'ordre des Fecampiida.

## Systématique
Le nom valide complet (avec auteur) de ce taxon est Fecampiidae Graff, 1903.

## Liste des genres
Selon la base de données World Register of Marine Species (8 novembre 2023), la famille des Fecampiidae possède trois genres :
- Fecampia Giard, 1886
- Glanduloderma Jagersten, 1940
- Kronborgia Christensen & Kanneworff, 1964